# Mieuxcé
Mieuxcé – miejscowość i gmina we Francji, w regionie Normandia, w departamencie Orne.
Według danych na rok 1990 gminę zamieszkiwało 571 osób, a gęstość zaludnienia wynosiła 55 osób/km² (wśród 1815 gmin Dolnej Normandii Mieuxcé plasuje się na 393. miejscu pod względem liczby ludności, natomiast pod względem powierzchni na miejscu 480.).